# 土壌生物多様性
土壌生物多様性（どじょうせいぶつたようせい、英語: Soil biodiversity）は、土壌に生息する微生物（細菌、真菌）、微小動物（線虫、原生動物）、中型動物（ダニ、トビムシ）、大型動物（ミミズ、甲虫）などの多様性と、それらが形成する生態系を指す。土壌は地球上で最も多様な生息地の一つであり、1グラムの土壌には数億の微生物が生息するとされる。土壌生物多様性は、栄養循環、土壌構造の維持、炭素蓄積、病害抑制などの生態系サービスを支え、農業生産や気候変動対策に不可欠である。

## 概要
土壌生物多様性は、土壌に生息する生物群（土壌生物質、edaphon）とその相互作用を包含する。土壌は、微生物（細菌、真菌）、微小動物（線虫、原生動物）、中型動物（ダニ、トビムシ）、大型動物（ミミズ、甲虫）など、多様な生物の生息地である。これらの生物は、有機物の分解、栄養素の循環、土壌構造の形成、病害の抑制に寄与する。たとえば、ミミズは土壌を掘り進むことで通気性と排水性を改善し、細菌や真菌は有機物を分解して植物が利用可能な栄養素に変換する。
土壌生物多様性は、地上の生物多様性と密接に関連する。地上の植生が土壌の種類や特性に依存するように、土壌生物は植生や土地利用の変化に影響を受ける（Baskin, 1997）。土壌の物理的・化学的特性（pH、有機物含量、塩分濃度）は、生物多様性に大きな影響を与える。たとえば、土壌の酸性化（pH低下）は、ミミズや根粒菌の生息数を減らし、分解や窒素固定を阻害する。

## 生態系サービス
土壌生物多様性は、以下の生態系サービスを提供する：
- 栄養循環：細菌や真菌が有機物を分解し、窒素、リン、カリウムを植物に供給。
- 土壌構造の維持：ミミズや土壌動物が土壌を掘り、団粒構造を形成し、通気性と保水性を向上。
- 炭素蓄積：土壌微生物が有機炭素を固定し、炭素隔離を通じて気候変動を緩和。
- 病害抑制：多様な微生物群が病原菌を抑制し、作物の健康を保つ。
- 水質浄化：土壌生物が汚染物質を分解し、地下水の質を改善。

これらのサービスは、農業の持続可能性や食糧安全保障に直結する。たとえば、土壌生物多様性の低下は、土壌肥沃度の喪失や収量低下を引き起こす。

## 日本の研究と取り組み
日本では、土壌生物多様性の研究が土壌学と農業の分野で進展している。日本の土壌は、黒ボク土（Andosols）や褐色森林土が主で、モンスーン気候による高降水量が土壌の酸性化を促進する。日本土壌肥料学会（JSSSPN、1927年設立）は、土壌の物理・化学・生物学的特性を研究し、持続可能な農業を支援している。
土壌生物多様性は、里山や再生農業の文脈でも注目される。里山の伝統的管理（例: 落葉の堆肥化）は、土壌微生物の多様性を維持し、栄養循環を促進する。再生農業では、不耕起栽培や被覆作物が土壌生物の生息環境を改善し、炭素蓄積と病害抑制に寄与する。農林水産省は、有機農業の推進や土壌管理技術の開発を通じて、土壌生物多様性の保全を支援している。
2021年に策定された「持続可能な食料システム戦略」では、土壌生物多様性の保全が、温室効果ガスの削減や食糧生産の向上に不可欠とされている。また、土壌微生物が栄養循環や温室効果ガス制御に果たす役割を、実験データで示す研究も進んでいる（@otakazu, 2025）。

## 課題
土壌生物多様性は、以下の脅威に直面している：
- 酸性化：pH低下がミミズや微生物の生息を制限し、分解や窒素固定を阻害。
- 土地利用の変化：都市化や農地の放棄が、土壌生物の生息地を破壊。
- 化学肥料と農薬：過剰使用が微生物多様性を低下させ、土壌生態系を不安定化。
- 気候変動：温度上昇や降水パターンの変化が、土壌生物の分布と機能を変える。

日本では、農地の硝酸態窒素汚染やカドミウム汚染が、土壌生物多様性に影響を与える課題として報告されている。また、土壌生物多様性のモニタリングや評価手法の標準化が不十分であり、グローバルなデータ統合が求められている。